# Тайт (міфологія)
Тайт (також Тайєт і Тайтет) - давньоєгипетська богиня тканин. Деякі стверджують, що її чоловіком був Непер, тоді як інші стверджують, що вона, можливо, була дружиною Хеджхотепа.

## Богиня текстилю
Тайт була давньоєгипетською богинею ткацтва, текстилю та, меншою мірою, муміфікації. Її роль була схожа на Хеджхотепа. Назва Тайтет походить від слова, що означає одяг. Оскільки льон був найпоширенішим текстильним матеріалом, який використовувався в Стародавньому Єгипті, Тайт часто плела або дарувала лляні головні убори божествам і високопоставленим чиновникам.

## Богиня похоронів
Тайт стала асоціюватися як похоронна богиня через застосування муміфікаційних пов'язок. Як похоронна богиня вона зображена в п'ятому розділі Книги печер, де описується подорож Ра підземним світом.

## Культовий центр
Тайт була богинею-покровителькою міста Тейт, як згадується в одному з текстів пірамід.